# Dương Thị Việt Anh
Dương Thị Việt Anh (sinh ngày 30 tháng 12 năm 1989 tại Bạc Liêu) là vận động viên điền kinh người Việt Nam, chuyên về nhảy cao và các môn phối hợp.

## Sự nghiệp
Dương Thị Việt Anh bắt đầu thi đấu điền kinh từ khi học lớp 7. Cô thi đấu tại giải đấu dành cho học sinh ở huyện Vĩnh Lợi và giành giải, sau đó được chọn vào đội năng khiếu và tiếp tục được thi đấu cho đội tuyển của tỉnh Bạc Liêu tham dự giải quốc gia.
Thi đấu nổi bật ở nội dung nhảy cao nhưng ban đầu cô lại không nhận được nhiều sự kỳ vọng của giới chuyên môn ở nội dung này do cô thừa cân nặng. Sau đó, dưới sự dẫn dắt của huấn luyện viên Cao Thanh Vân, Việt Anh đã miệt mài tập luyện để phát huy tối đa những ưu điểm của mình cũng như tích cực giảm cân. Một năm sau, cô đã giảm được hơn 10kg và nâng thành tích lên hơn 10cm, vượt qua mức xà 1m80.

### Đại hội Thể thao Đông Nam Á 2009 và 2011
Tại SEA Games 2009 tổ chức tại Lào, Việt Anh đã vượt qua được mức xà 1m88 và giành được tấm huy chương đồng. Hai năm sau, tại Giải vô địch quốc gia 2011, cô đã vượt qua được mức xà 1m90 trong khuôn khổ cuộc đấu bảy môn phối hợp. Qua đó, cô trở thành nữ vận động viên Việt Nam thứ hai vượt qua được mức xà 1m90, sau Bùi Thị Nhung. Bước sang SEA Games 2011 tại Indonesia, Dương Thị Việt Anh đã tiếp tục vượt qua được mức xà 1m90 ở nội dung nhảy cao để giành tấm huy chương vàng sau hai lượt nhảy, mặc dù trước đó cô đã bị lật cổ chân. Không dừng lại ở đó, cô tiếp tục nâng mức xà lên 1m92 để mong vượt qua chuẩn B Olympic, tuy nhiên do chấn thương nên cô đã thất bại. Trong ngày thi đấu tiếp theo, dù chấn thương nhưng Việt Anh vẫn tiếp tục thi đấu ở nội dung bảy môn phối hợp và giành được huy chương đồng.

### Giành vé đến Olympic tại các giải châu Á
Tại Giải Vô địch Điền kinh trong nhà châu Á 2012 diễn ra tại Hàng Châu, Chiết Giang, Trung Quốc, Dương Thị Việt Anh đã giành được 1 huy chương đồng ở nội dung nhảy cao với thành tích 1m84 (huy chương vàng và bạc lần lượt thuộc về hai vận động viên Trung Quốc Zheng Xingjuan và Wang Yang với thành tích 1m92 và 1m88) và 1 huy chương bạc ở nội dung năm môn phối hợp (gồm 60m vượt rào, nhảy cao, đẩy tạ, nhảy xa và chạy 800m) với 3.812 điểm, huy chương vàng thuộc về vận động viên người Kazakhstan Irina Karpova (4.050 điểm). Ở nội dung năm môn phối hợp, Việt Anh cũng có cơ hội thử sức ở mức xà 1m92 ở lượt nhảy cao nhưng không thể vượt qua.
Ngày 11 tháng 5 năm 2012, tại vòng thứ hai của Giải Điền kinh Grand Grix châu Á 2012, ở nội dung nhảy cao Việt Anh đã vượt qua được mức xà 1m89 và giành được tấm huy chương bạc. Trước đó tại vòng thứ nhất cô chỉ vượt qua được mức xà 1m86. Tuy nhiên thành tích này vẫn chưa thể giúp cô giành vé đến Olympic Luân Đôn 2012.
Tại Giải Điền kinh Ngôi sao châu Á 2012, giải đấu cuối cùng để giành vé đến Olympic 2012, Việt Anh đã xuất sắc vượt qua được mức xà 1m92, đồng nghĩa với việc vượt chuẩn B Olympic và chính thức giành vé đến Luân Đôn tham dự Thế vận hội.

### Olympic Luân Đôn 2012
Bước vào tranh tài tại Olympic Luân Đôn 2012, ngày 9 tháng 8 năm 2012, Việt Anh đã phải sớm dừng bước khi không thể vượt qua được mức xà 1m85 do trước khi bước vào thi đấu, Việt Anh đã bị tái phát chấn thương và gặp vấn đề về tâm lý. Thành tích tốt nhất của cô chỉ là 1m80 mặc dù cô thường xuyên có những cú nhảy qua 1m91 và 1m92 trong suốt quá trình tập luyện ở Luân Đôn. Đáng nói ở chỗ Việt Anh đã có một sự cố hi hữu ở Olympic khi huấn luyện viên của cô, do không nắm rõ quy định của ban tổ chức, nên đã đăng ký cho cô mức xà khởi điểm chỉ là 1m70. Tất nhiên, ban tổ chức không thể chấp nhận vì mức khởi động tối thiểu cho các vận động viên nhảy cao nữ phải là 1m75.

### Giải Điền kinh Vô địch Quốc gia 2013
Đầu tháng 9 năm 2013, Dương Thị Việt Anh giành được huy chương vàng ở Đại hội Thể dục Thể thao Đồng bằng sông Cửu Long với mức xà 1m85 một cách dễ dàng. Tuy nhiên, tại Giải Điền kinh vô địch quốc gia 2013, cô phải cần đến ba lượt nhảy mới vượt qua được mức xà này. Cùng vượt qua mức xà này còn có vận động viên Phạm Thị Diễm của đơn vị Bến Tre. Tuy có thành tích ngang bằng nhau nhưng Việt Anh đành phải ngậm ngùi nhận chiếc huy chương bạc do Phạm Thị Diễm đã thành công ngay ở lượt nhảy đầu tiên. Mặc dù vậy, ở ngày thi đấu kế tiếp, 25 tháng 9 năm 2013, Việt Anh đã xuất sắc đem về một huy chương vàng cho đơn vị Bạc Liêu ở nội dung bảy môn phối hợp.

### Đại hội thể thao Đông Nam Á 2013
Tại SEA Games 2013 tổ chức tại Myanmar, Dương Thị Việt Anh đã bảo vệ thành công chiếc huy chương vàng mặc dù chỉ vượt qua mức xà 1m84. Tuy đạt huy chương vàng nhưng Việt Anh vẫn tỏ ra không mấy hài lòng với thành tích này, cô lý giải việc không đạt được thành tích như mong muốn là do cô đang gặp phải chấn thương. Kể từ khi đặt chân sang Myanmar cho đến ngày thi đấu, Việt Anh đã không thể tập luyện được.